# دالابیگگی
دالابیگگی (به لاتین: Dalabyggð) یک منطقهٔ مسکونی در ایسلند است که در وستورلاند واقع شده‌است. دالابیگگی ۲٬۴۲۱ کیلومتر مربع مساحت و ۶۷۳ نفر جمعیت دارد.